# Leonciewa
Leonciewa, Leontiewo (biał. Лявонцьева, Lawonćjewa; ros. Леонтьево, Leontjewo) – wieś na Białorusi, w obwodzie homelskim, w rejonie dobruskim, położona nad rzeką Sponiczenką, około 10 km na wschód od Wietki.